# 2,3-Butandiol
2,3-Butandiol ist ein aliphatischer Alkohol mit zwei Hydroxygruppen (–OH) und der Summenformel C4H10O2.
Die Anordnung der Hydroxygruppen kann räumlich unterschiedlich sein. Es existieren daher drei Stereoisomere.

## Vorkommen

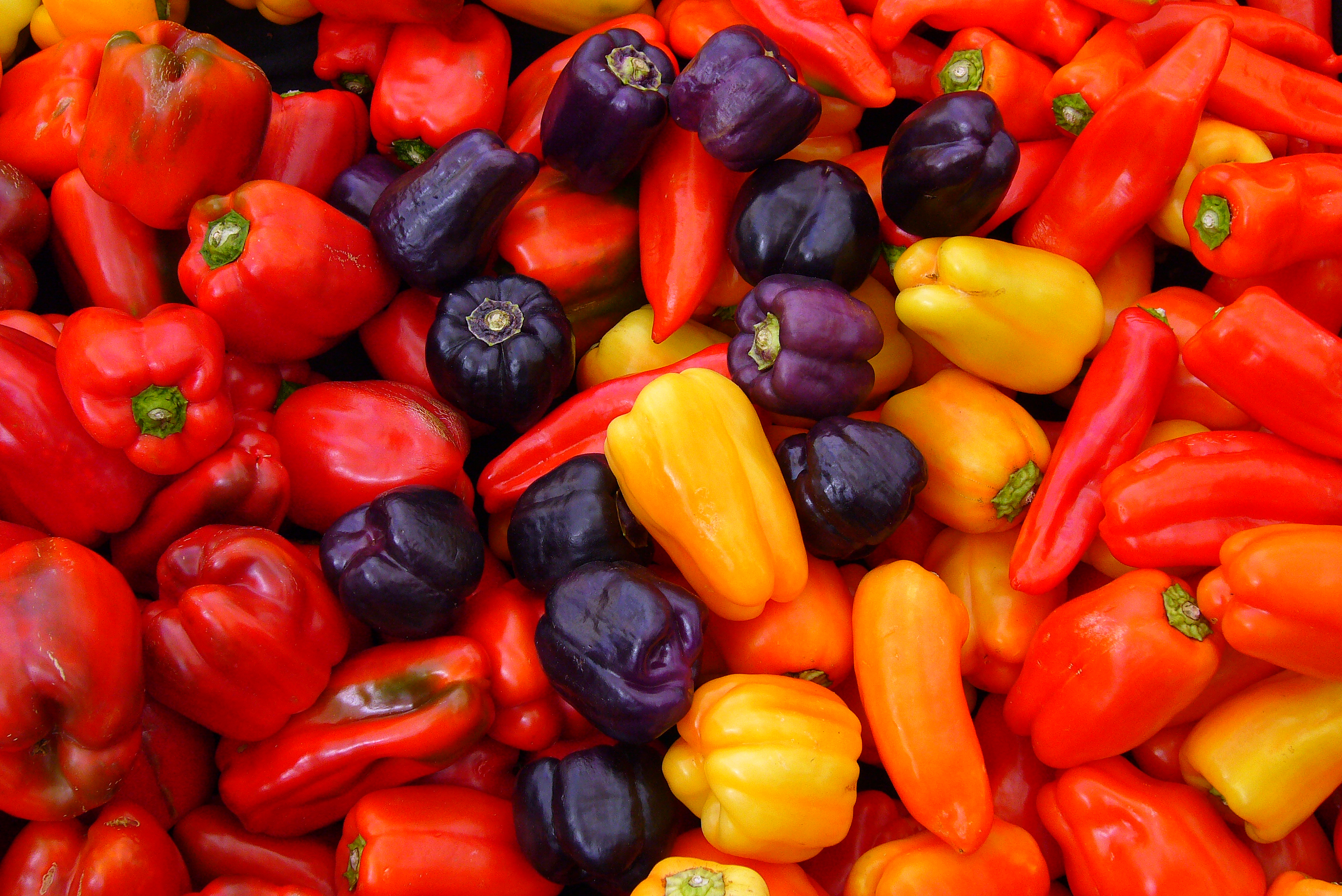
Spanischer Pfeffer

Natürlich kommt 2,3-Butandiol in Spanischem Pfeffer (Capsicum annuum), Kokospalmen (Cocos nucifera), Echtem Süßholz (Glycyrrhiza glabra) und Wiesenklee (Trifolium pratense) vor. 2,3-Butandiol entsteht z. B. beim Brauvorgang durch Verstoffwechselung des Diacetyl durch die Brauhefe. Obergärige Biere können 2,3-Butandiol in einer Konzentration zwischen 50 und 130 mg/l  enthalten. Auch zum Geruch von geröstetem Kaffee trägt es bei.

## Gewinnung und Darstellung
2,3-Butandiol wird unter anderem durch Säurehydrolyse von Maiszucker gewonnen. Mit biotechnologischen Methoden (Umsatz mit Bakterien, welche zur 2,3-Butandiol-Gärung fähig sind, z. B. Klebsiella aerogenes (ehemals Enterobacter aerogenes)) lassen sich die einzelnen Enantiomere auch rein darstellen.

## Eigenschaften

### Stereoisomerie
2,3-Butandiol ist chiral und enthält zwei gleichsubstituierte stereogene Zentren, es gibt also drei Stereoisomere:  (R,R)-2,3-Butandiol [Synonym: D-(−)-2,3-Butandiol] und das dazu enantiomere (S,S)-2,3-Butandiol  [Synonym: L-(+)-2,3-Butandiol] sowie das meso-2,3-Butandiol.
Die physikalischen Eigenschaften wie Schmelz- bzw. Siedepunkt der drei isomeren 2,3-Butandiole unterscheiden sich und variieren bei Gemischen der Isomere mit deren Zusammensetzung.
| 2,3-Butandiole           |                       |                       |                    |                                              |
| Name                     | D-(−)-2,3-Butandiol   | L-(+)-2,3-Butandiol   | meso-2,3-Butandiol | DL-2,3-Butandiol (Racemat aus D- und L-Form) |
| Strukturformel           | D(−)-2,3-Butandiol    | L(+)-2,3-Butandiol    | meso-2,3-Butandiol | DL-2,3-Butandiol                             |
| Andere Namen             | (2R,3R)-2,3-Butandiol | (2S,3S)-2,3-Butandiol |                    | rac-2,3-Butandiol                            |
| CAS-Nummer               | 24347-58-8            | 19132-06-0            | 5341-95-7          | 513-85-9                                     |
| Schmelzpunkt             | 25 °C                 | 19,7 °C               | 32–34 °C           | 7,6 °C                                       |
| Siedepunkt               | 180–182 °C            | 178–181 °C            | 183–184 °C         | 182 °C                                       |
| Dichte in g/cm³          | 0,9872 (25 °C)        | 0,9869 (25 °C)        | 1,0003 (20 °C)     | 1,0033 (20 °C)                               |
| Brechungsindex bei 25 °C | 1,4306                | 1,4340                | 1,4367             | 1,4310                                       |
| Drehwert [α]D25 °C       | +12,5° (unverdünnt)   | −13° (unverdünnt)     | ±0°                | ±0°                                          |

### Sicherheitstechnische Kenngrößen
2,3-Butandiol bildet bei erhöhter Temperatur entzündliche Dampf-Luft-Gemische. Die Verbindung hat einen Flammpunkt bei 85 °C. Der Explosionsbereich liegt zwischen 3,1 Vol.‑% als untere Explosionsgrenze (UEG) und 11,4 Vol.‑% als obere Explosionsgrenze (OEG). Die Zündtemperatur beträgt 400 °C. Der Stoff fällt somit in die Temperaturklasse T2.

## Verwendung
2,3-Butandiol wird zumeist als Ersatz für Glycerin verwendet. Außerdem dient es als Lösemittel, zumeist für Farben und als Ausgangsstoff für die Herstellung von Butadien, Kunststoffen und Epoxidharzen. In Toilettenartikeln wird es als Zusatz in Haarwässern, Haarwasch- und Fixiermitteln sowie in Rasierschaum und Zahnpaste verwendet.